# Seonica (Tomislavgrad, BiH)
Seonica je naseljeno mjesto u općini Tomislavgrad, Federacija Bosne i Hercegovine, BiH.

## Stanovništvo

### Katolici u župi Seonica 1838.
Fra Mijo Zubić, u vrijeme popisa mjesni župnik, o župi Seonica u kojoj je službovao zabilježio je sljedeće podatke: 
| Katoličko stanovništvo župe Seonica 1838. |           |              |
| naselje                                   | broj kuća | stanovništvo |
| Borčani                                   | 14        | 175          |
| Brišnik                                   | 36        | 295          |
| Bučući                                    | 30        | 259          |
| Bukovica                                  | 27        | 241          |
| Crvenice                                  | 16        | 241          |
| Kongora                                   | 18        | 148          |
| Kovači                                    | 5         | 62           |
| Lipa                                      | 12        | 127          |
| Mandino Selo                              | 14        | 138          |
| Mrkodo                                    | 34        | 403          |
| Omerovići                                 | 3         | 11           |
| Omolje                                    | 21        | 209          |
| Seonica                                   | 13        | 139          |
| ukupno                                    | 243       | 2448         |

### 1991.
Nacionalni sastav stanovništva 1991. godine, bio je sljedeći:
ukupno: 395
- Hrvati - 393 (99,49%)
- Srbi - 1 (0,25%)
- ostali, neopredijeljeni i nepoznato 1 (0,25%)

### 2013.
Nacionalni sastav stanovništva 2013. godine, bio je sljedeći:
ukupno: 421
- Hrvati - 420 (99,76%)
- ostali, neopredijeljeni i nepoznato - 1 (0,24%)

## Vanjske poveznice
- Satelitska snimka  Arhivirana inačica izvorne stranice od 20. ožujka 2021. (Wayback Machine)